# Leonardo Moccia
Leonardo Moccia (Torre Santa Susanna, 7 novembre 1801 – Gallipoli, 17 aprile 1852) è stato un vescovo cattolico italiano.

## Biografia
Nacque il 7 novembre 1801 a Torre Santa Susanna, in provincia di Brindisi. Proveniva da una nobile famiglia napoletana, impiantatasi poi nel sud pugliese: suo padre era Vincenzo Moccia e sua madre Maddalena Nelli, napoletana.
Fu ordinato diacono il 20 dicembre 1823, sacerdote nel 1824 e fu priore della Confraternita del Santissimo Sacramento. Ricevette la nomina a vescovo dell'antica diocesi di Gallipoli nel 1848: fu vescovo per soli 3 anni. È ricordato per aver scritto l'Epistula pastoralis ad Clerum et Populum Senectae Ecclesiae Gallipolitanae in Salento (Lettera pastorale al clero e al popolo dell'antica chiesa di Gallipoli nel Salento), pubblicata nel 1848.
Morì il 17 aprile 1852.

## Genealogia episcopale
La genealogia episcopale è:
- Cardinale Scipione Rebiba
- Cardinale Giulio Antonio Santori
- Cardinale Girolamo Bernerio, O.P.
- Arcivescovo Galeazzo Sanvitale
- Cardinale Ludovico Ludovisi
- Cardinale Luigi Caetani
- Cardinale Ulderico Carpegna
- Cardinale Paluzzo Paluzzi Altieri degli Albertoni
- Papa Benedetto XIII
- Papa Benedetto XIV
- Papa Clemente XIII
- Cardinale Luigi Valenti Gonzaga
- Cardinale Lorenzo Litta
- Cardinale Vincenzo Macchi
- Cardinale Mario Mattei
- Cardinale Sisto Riario Sforza
- Vescovo Leonardo Moccia